# Aspasia Manos

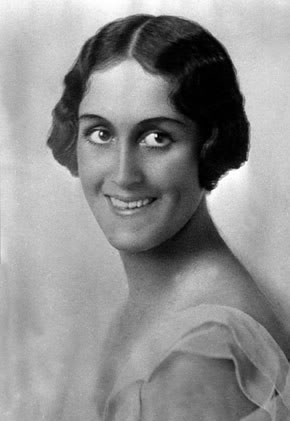
Aspasia Manos (ca. 1926)

Aspasia Manos (griechisch Ασπασία Μάνου, Aspasía Mánou; * 4. September 1896 in Athen; † 7. August 1972 in Venedig) war die Ehefrau von König Alexander I. von Griechenland.

Grab von Aspasia Manos in Tatoi

Aspasia wurde als Tochter des griechischen Generals und Chefs des Königlichen Marstalls Petros Manos (1871–1918) und dessen Frau Helena Argyropoulou (1874–1930) geboren. Sie stammte aus einer vornehmen phanariotischen Familie und studierte in Frankreich und in der Schweiz. Nach ihrer Rückkehr in ihr Heimatland wurde sie nun als erwachsene Frau wieder mit Prinz Alexander bekannt gemacht, dem zweiten Sohn von Konstantin I. Die beiden heiratete am 4. November 1919 heimlich, nachdem der Prinz schon als König Alexander I. den Thron bestiegen hatte. Sie führte anfangs keinen Titel, sondern wurde Madame Manos genannt. Den Titel Prinzessin Aspasia (Πριγκίπισσα Ασπασία) erhielt sie erst als Witwe, nachdem ihr Schwiegervater die Ehe nachträglich anerkannt hatte. Am 25. Oktober 1920 starb ihr Mann an den Folgen einer Blutvergiftung durch einen Affenbiss. Zu diesem Zeitpunkt war sie bereits schwanger und gebar am 25. März 1921 ihr einziges Kind Prinzessin Alexandra, die spätere Frau des Königs Peter II. von Jugoslawien. Nach der Abschaffung der Monarchie 1924 lebte sie im Exil in Italien und Großbritannien und kehrte auch nach der Restauration des griechischen Königshauses 1936 zunächst nicht wieder zurück. Während der Besatzung Griechenlands im Zweiten Weltkrieg diente sie kurzzeitig als Krankenschwester für das Rote Kreuz und ging schließlich mit Erlaubnis der britischen Regierung nach London. Nach Kriegsende kehrte sie zurück nach Venedig.
Sie wurde zuerst auf dem Friedhof San Michele in Venedig beigesetzt und später auf den Königlichen Friedhof in Tatoi überführt, wo sie neben ihrer Tochter beigesetzt wurde.